# Nailbomb
Nailbomb je bio metal sastav.

## Povijest sastava
Nailbomb su 1994. osnovali brazilski glazbenik Max Cavalera, tadašnji pjevač Sepulture, te Alex Newport
iz engleskog sastava Fudge Tunnel. Objavili su jedan studijski, te jedan live album prije nego što je sastav
raspušten 1995.
Uz Nailbomb su nastupali i drugi glazbenici, uključujući Maxovog brata i suosnivača Sepulture Igora Cavaleru, D.H. Peligra iz Dead Kennedysa, Andreasa Kissera, Dina Cazaresa, i druge.

## Članovi sastava
- Max Cavalera - vokal, gitara, bas-gitara, sampling
- Alex Newport - vokal, gitara, bas-gitara, sampling

## Diskografija

### Studijski albumi
- 1994. - Point Blank

### Live albumi
- 1995. - Proud to Commit Commercial Suicide

### DVD-ovi
- 2005. - Live at Dynamo